# Episodi di Goldie's Oldies
La prima stagione della serie televisiva Goldie's Oldies, composta da 20 episodi, è andata in onda nel Regno Unito su Nickelodeon dal 15 marzo 2021 al 31 agosto 2021. In Italia è stata trasmessa su Nickelodeon dal 19 aprile 2021 al 25 giugno 2021.
| nº | Titolo originale                 | Titolo italiano                       | Prima TV UK    | Prima TV Italia |
| -- | -------------------------------- | ------------------------------------- | -------------- | --------------- |
| 1  | All Hands Off Tech               | Giù le mani dalla tecnologia          | 15 marzo 2021  | 19 aprile 2021  |
| 2  | Game of Phones                   | Un messaggio da cancellare            | 16 marzo 2021  | 20 aprile 2021  |
| 3  | Dirty Rotten Housemates          | Lezioni di truffa                     | 17 marzo 2021  | 21 aprile 2021  |
| 4  | Smells Like Teen Spirits         | La casa infestata                     | 18 marzo 2021  | 22 aprile 2021  |
| 5  | Sherr-ing Means Caring           | Una cena perfetta                     | 19 marzo 2021  | 23 aprile 2021  |
| 6  | Spoiler Alert!                   | Allerta spoiler                       | 22 marzo 2021  | 26 aprile 2021  |
| 7  | Goldie & The Real Boy            | Goldie e il ragazzo immaginario       | 23 marzo 2021  | 27 aprile 2021  |
| 8  | Murder, She Remote               | Omicidio a distanza                   | 24 marzo 2021  | 28 aprile 2021  |
| 9  | Live and Let Spy                 | Una giornata da spia                  | 25 marzo 2021  | 29 aprile 2021  |
| 10 | We Came To Party                 | Il party più cool                     | 26 marzo 2021  | 30 aprile 2021  |
| 11 | Hide & Sneak                     | Nascondino estremo                    | 14 maggio 2021 | 14 giugno 2021  |
| 12 | The Big Sleepover                | Il grande pigiama party               | 21 maggio 2021 | 15 giugno 2021  |
| 13 | Kicking and Scheming             | Goldie nel pallone                    | 28 maggio 2021 | 16 giugno 2021  |
| 14 | Stand By Your Plan               | I piani di Loren                      | 23 agosto 2021 | 17 giugno 2021  |
| 15 | Stealth & Safety                 | Il tesoro                             | 24 agosto 2021 | 18 giugno 2021  |
| 16 | Rom-Comedy of Errors             | La commedia romantica degli errori    | 25 agosto 2021 | 21 giugno 2021  |
| 17 | A Fridge Too Far                 | Pulizia a zone                        | 26 agosto 2021 | 22 giugno 2021  |
| 18 | Misadventures in Babysitting     | Disavventure da babysitter            | 28 agosto 2021 | 23 giugno 2021  |
| 19 | Taxi Reviver                     | Ricordi di un tassista                | 30 agosto 2021 | 24 giugno 2021  |
| 20 | An American Weird Girl in London | Una strana ragazza americana a Londra | 31 agosto 2021 | 25 giugno 2021  |